# George Benson
Pour les articles homonymes, voir Benson.
George Benson, né le 22 mars 1943 à Pittsburgh (Pennsylvanie), est un guitariste, chanteur et compositeur américain.

## Biographie

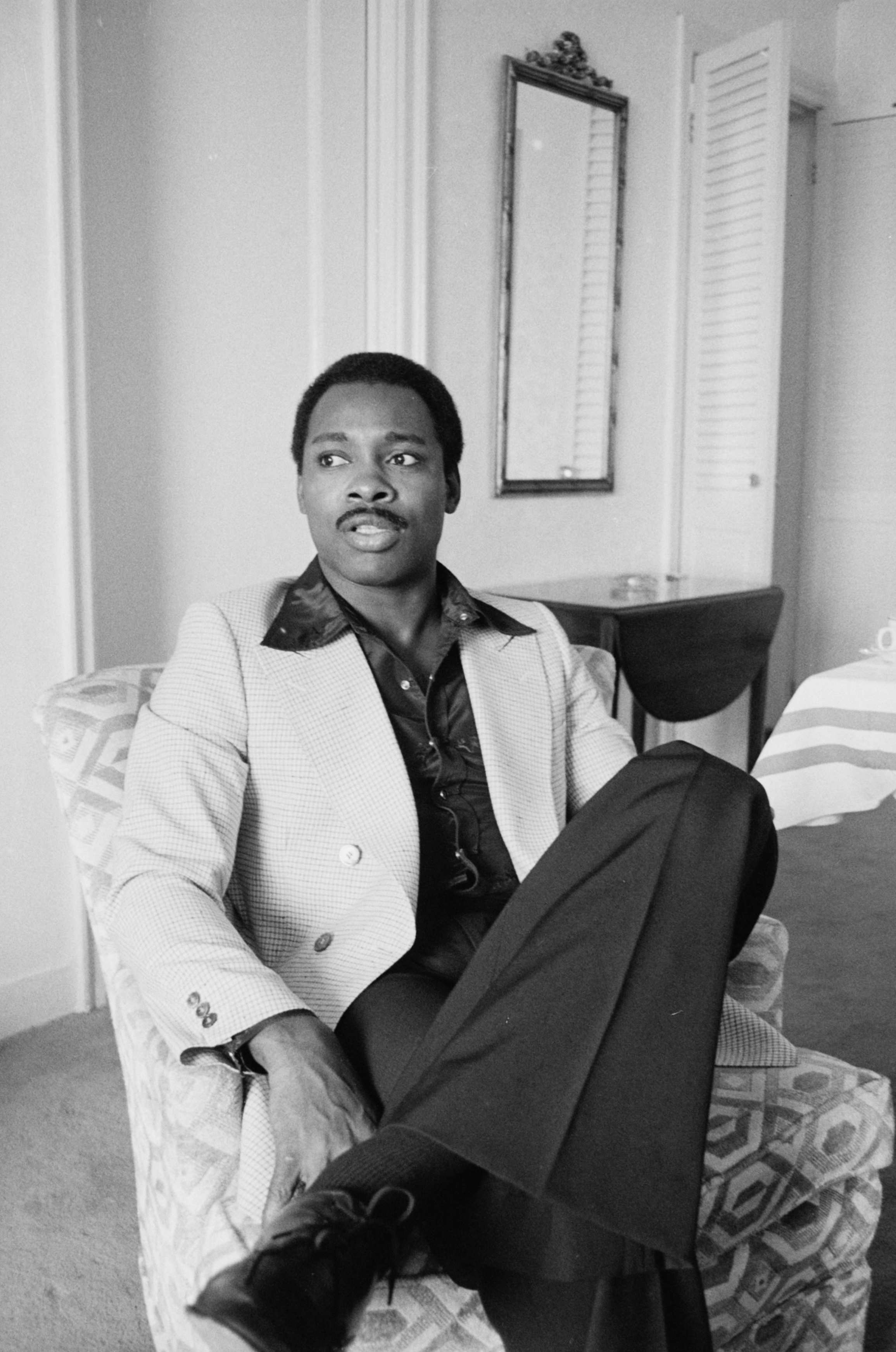
George Benson à New York en 1977.

George Washington Benson est né le 22 mars 1943 et a grandi dans le Hill District de Pittsburgh, en Pennsylvanie,. À l'âge de sept ans, il joue pour la première fois du ukulélé dans un drugstore du coin, pour lequel il est payé quelques dollars. À l'âge de huit ans, il commence à jouer de la guitare et enregistre son premier disque à l'âge de 9 ans sous le nom de « Little George Benson » avec deux titres : He Makes Me Mad et It Should Have Been Me. Le single a été produit par Leroy Kirkland pour le label de rhythm and blues de RCA, Groove Records.
George Benson a fréquenté le lycée Schenley à Pittsburgh, dont il est sorti diplômé,. Dans sa jeunesse, il a appris à jouer du jazz straight-ahead en jouant pendant plusieurs années avec l'organiste chef d'orchestre soul Jack McDuff. L'un de ses premiers idoles est le guitariste country-jazz Hank Garland, .
Il enregistre son premier album en solo, The New Boss Guitar of George Benson, en 1964, à l'âge de 21 ans, accompagné par le quartette de Jack McDuff. Le disque suivant de George Benson s'intitule It's Uptown (1966) qu'il enregistre en tant que quartette sous le nom The George Benson Quartet, comprenant Lonnie Smith à l'orgue, Ronnie Cuber au saxophone baryton et Johnny Lovelace à la batterie. Il enregistre ensuite The George Benson Cookbook (1967). Son talent est ensuite remarqué par Miles Davis, qui l'emploie sur le titre Paraphernalia de l'album Miles in the Sky, sorti en 1968.
Sa carrière décolle véritablement dans la seconde moitié des années 1970, dans une veine jazz-funk west coast, avec l'album Breezin' qui remportera trois Grammy Awards dont celui du disque de l'année pour la chanson This Masquerade. L'album In Flight (1977) sera lui aussi emblématique du jeu très particulier de Benson à la guitare, qui chante simultanément les notes des solos qu'il improvise, avec un phrasé jazz sur un rythme et des arrangements funk.
En 1976, George Benson part en tournée avec la chanteuse de soul Minnie Riperton, à qui l'on avait diagnostiqué un cancer du sein en phase terminale plus tôt dans l'année. Il apparaît également en tant que guitariste et choriste sur la chanson Another Star de Stevie Wonder, tirée de son album Songs in the Key of Life.
Il enregistre également la chanson The Greatest Love of All pour le film biographique de 1977 sur Muhammad Ali, Le Plus Grand, qui a ensuite été reprise par Whitney Houston sous le titre Greatest Love of All. La reprise de George Benson de On Broadway, extraite de l'album live Weekend in L.A. en 1978, se classe 7e dans le Billboard Hot 100 et lui vaut le Grammy Award de la meilleure prestation vocale R&B masculine en 1979.
Le point culminant de sa carrière est l'album Give Me the Night, réalisé par Quincy Jones (1980), et le morceau homonyme, qui a fait de George Benson une figure désormais incontournable des pistes de danse, parfois par échantillonnages interposés.

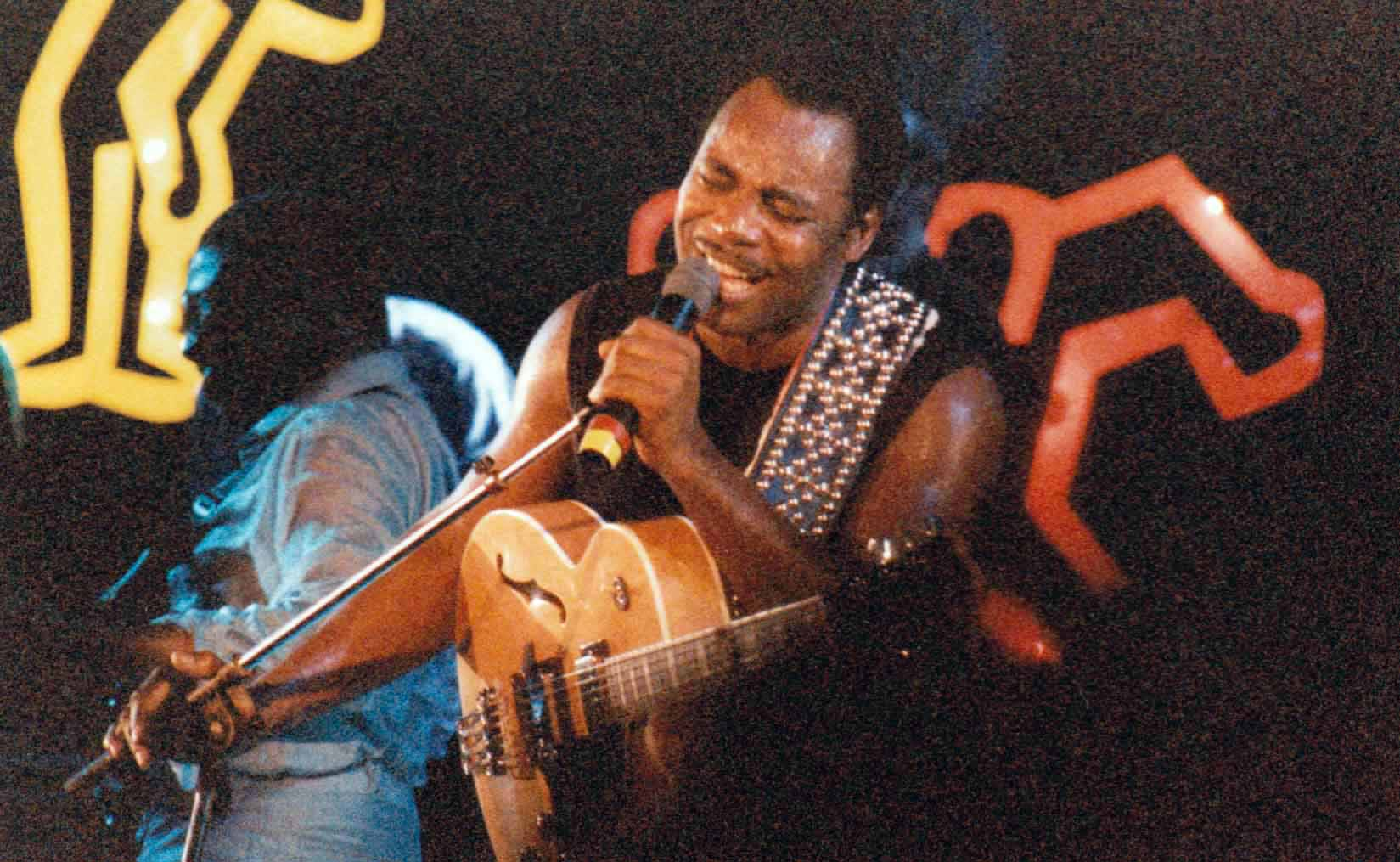
George Benson à Montreux en 1986.

En 1984, sa chanson Nothing's Gonna Change My Love for You (tirée de son album 20/20) est un succès aux États-Unis, mais c'est la reprise du chanteur adolescent Glenn Medeiros qui popularise mondialement cette chanson en 1988, au point que beaucoup croient aujourd'hui que Medeiros en est l'interprète original.
Installé en Arizona, il a sorti en 2006 l'album Givin' It Up, en collaboration avec le chanteur Al Jarreau.
Songs and Stories est sorti le 31 août 2009. Il a été enregistré en janvier, avec des musiciens prestigieux tels que Steve Lukather, David Paich, Steve Porcaro, Greg Phillinganes (du groupe Toto), Paulinho Da Costa, Jerry Hey, Lee Ritenour, Tom Scott, Patti Austin, Norman Brown, Lalah Hathaway, Marcus Miller et John Robinson.
Un nouvel album instrumental et chanté de George Benson. Guitar Man est sorti en octobre 2011, revisitant ses racines de guitariste des années 1960 et du début des années 1970 avec une collection de 12 chansons de reprises de standards du jazz et de la pop produites par John Burk avec Harvey Mason, Joe Sample, David Garfield et Ben Williams, en collaboration avec Al Schmitt.
En juin 2013, George Benson a sorti son quatrième album pour Concord, Inspiration: A Tribute to Nat King Cole, album en hommage à Nat King Cole auquel participent Wynton Marsalis, Idina Menzel, Till Brönner et Judith Hill. En septembre, il revient se produire au festival Rock in Rio, à Rio de Janeiro, 35 ans après sa première prestation à ce festival, qui était alors le festival inaugural.
En 2018, il collabore avec Gorillaz pour le titre Humility, 1er single de l'album The Now Now. Le 12 juillet de la même année, il est annoncé que Benson signe avec la maison de disques Mascot Label Group.

## Collaborations
Il a notamment enregistré avec Brother Jack McDuff, Hank Mobley, Larry Young, Jaki Byard, Freddie Hubbard, Joe Farrell, Lalo Schifrin, Herbie Hancock, Ron Carter, Tony Williams, Johnny Pacheco, ainsi qu'avec Aretha Franklin, Stevie Wonder, Frank Sinatra, Tony Bennett ou encore B. B. King.

## Vie privée
George Benson est marié à Johnnie Lee depuis 1965 et a sept enfants. Benson décrit sa musique comme se concentrant plus sur les thématiques de l'amour et la romance, dû à son dévouement à sa famille et aux principes bibliques, Benson étant Témoins de Jehovah. Benson fut résident d'Englewood dans le New Jersey.

## Récompenses
- 2009 : National Endowment for the Arts - NEA Jazz Master : nomination et récompensé en qualité de Jazz Master[12],[13]
- 2010 : Victoires du jazz : Victoire d'honneur

## Discographie

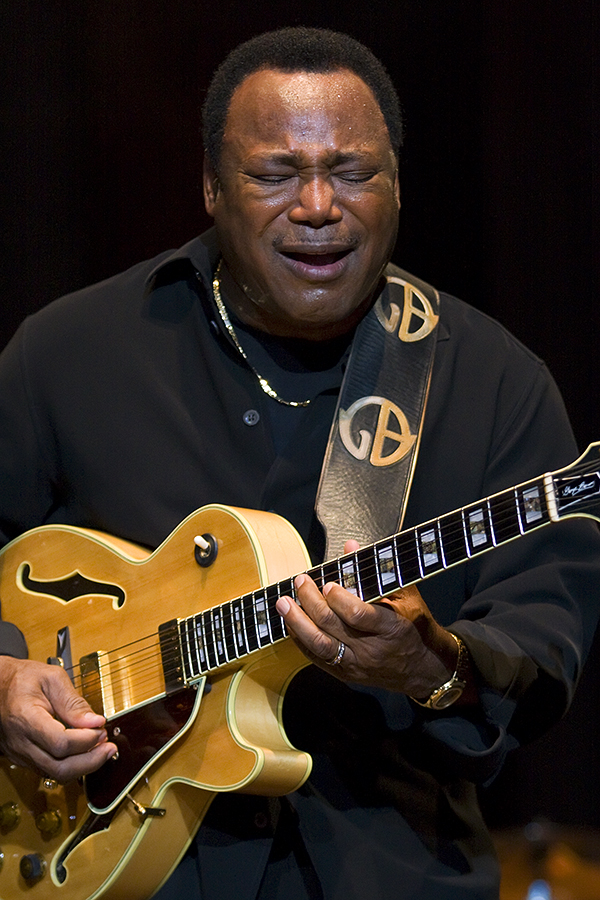
George Benson en 2009.

### Albums studio
- 1964 : The New Boss Guitar of George Benson (avec Brother Jack McDuff Quartet)
- 1966 : It's Uptown (The George Benson Quartet)
- 1967 : The George Benson Cookbook (The George Benson Quartet)
- 1968 : Giblet Gravy
- 1968 : Shape of Things to Come
- 1968 : Goodies
- 1969 : Tell It Like It Is
- 1970 : The Other Side of Abbey Road
- 1971 : Beyond the Blue Horizon
- 1972 : White Rabbit
- 1973 : Body Talk
- 1974 : Bad Benson
- 1976 : Good King Bad
- 1976 : Benson & Farrell (avec Joe Farrell)
- 1976 : Breezin'
- 1977 : In Flight
- 1979 : Livin' Inside Your Love
- 1980 : Give Me the Night
- 1983 : In Your Eyes
- 1983 : Pacific Fire
- 1984 : I Got a Woman and Some Blues (en)
- 1985 : 20/20
- 1986 : While the City Sleeps...
- 1987 : Collaboration (avec Earl Klugh)
- 1988 : Twice the Love
- 1989 : Tenderly
- 1990 : Big Boss Band (en) (avec la Count Basie Orchestra)
- 1993 : Love Remembers (en)
- 1996 : That's Right (en)
- 1998 : Standing Together (en)
- 2000 : Absolute Benson (en)
- 2003 : Irreplaceable
- 2006 : Givin' It Up (en) (avec Al Jarreau)
- 2009 : Songs and Stories
- 2011 : Guitar Man
- 2013 : Inspiration: A Tribute to Nat King Cole
- 2024 : Dreams Do Come True (When George Benson Meets Robert Farnon) Featuring The Robert Farnon Orchestra

### Albums en public
- 1975 : In Concert-Carnegie Hall
- 1978 : Weekend in L.A.
- 1981 : Jazz on a Sunday Afternoon, vol 1 à 3 (Recorded April 29, 1973 at Casa Caribe Plainfield N.J.)
- 1989 : Round Midnight (avec McCoy Tyner)
- 1999 : Witchcraft
- 2005 : Best of George Benson Live (2000)
- 2007 : Live from Montreux (1986)
- 2020 : Weekend in London (2019, at the Ronnie Scott's Jazz Club)

### Compilations
- 1981 : The George Benson Collection
- 2007 : 100 ans de jazz : George Benson
- 2010 : Classic Love Songs

## Sessions

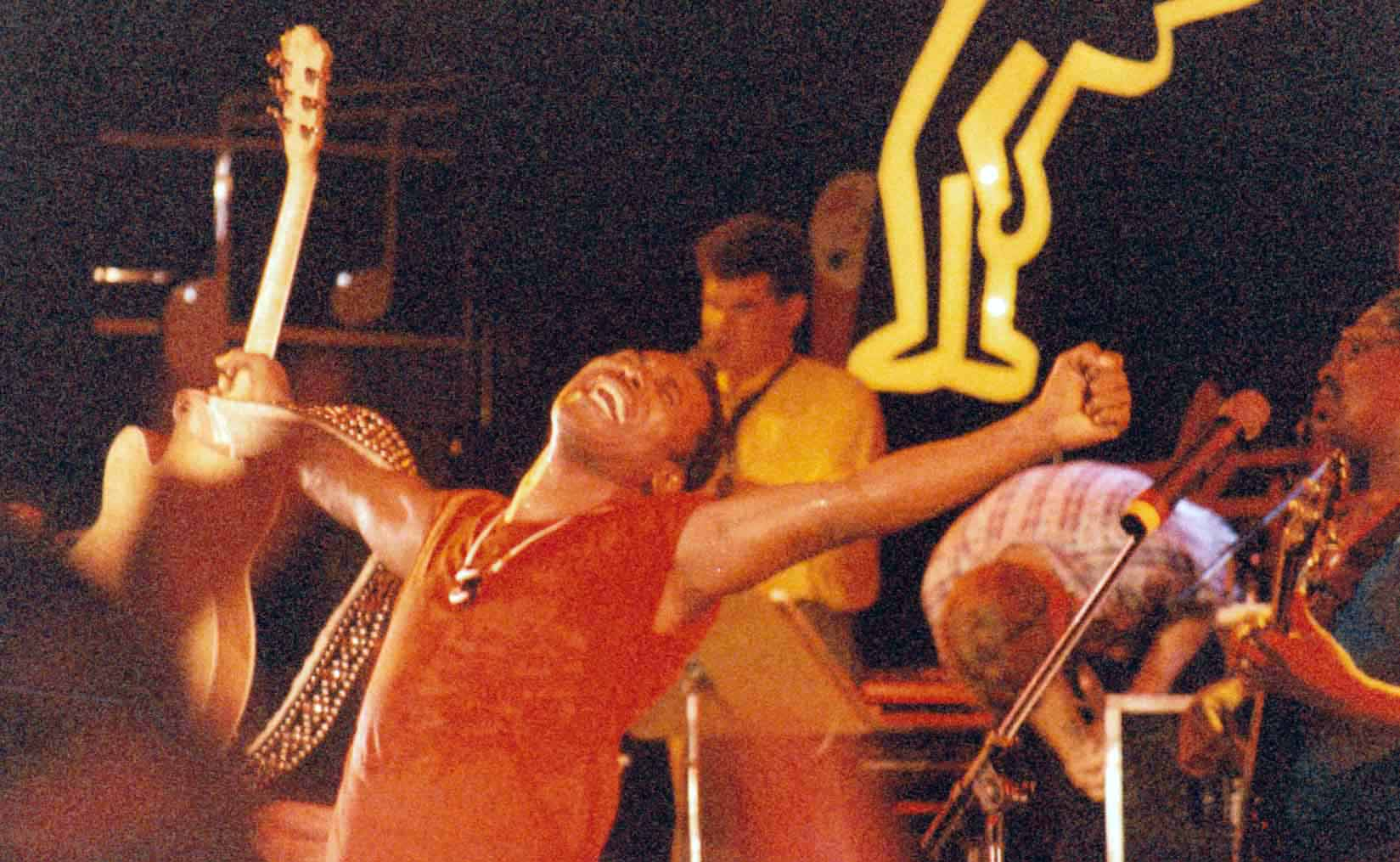
George Benson à Montreux en 1986.

- Miles in the sky de Miles Davis (1967)
- Funk In A Mason Jar - Harvey Mason (Arista) (1977)
- Love Island - Deodato (Warner Bros.) (1978)
- Chaka - Chaka Khan (Warner Bros.) (1978)
- Love All The Hurt Away - Aretha Franklin (Arista) (1981)
- Significant Gains - Greg Phillinganes (Planet records) (1981)
- Send Me Your Love - Kashif (Arista) (1984)
- L.A. Is My Lady - Frank Sinatra (Qwest records) (1984)
- C.K. - Chaka Khan (Warner Bros.) (1988)
- Back On The Block - Quincy Jones (Qwest records) (1989)
- A Twist Of Motown - Artistes Variés (Grp) (2003)
- Everlasting Love - Vanessa Williams (Lava records) (2005)
- Thanks for the memory... the great american songbook volume IV - Rod Stewart (J records) (2005)
- Shine Boney James - (Concord records) (2006)
- Collaborations - Jill Scott (Hidden beach) (2007)
- The Standard - Take 6 (Heads up) (2008)